# L’Élégante

L’Élégante von 1903 während des London to Brighton Veteran Car Run

L’Élégante war eine französische Automarke.

## Unternehmensgeschichte
Das Unternehmen J. B. Mercier hatte seinen Firmensitz an der Rue St. Ferdinand 6 in Paris. 1903 begann die Produktion von Automobilen, die als L’Élégante vermarktet wurden. 1907 endete die Produktion.

## Fahrzeuge
Anfangs gab es Modelle mit Einzylindermotoren, die wahlweise 4 PS, 6 PS oder 8 PS leisteten. Später standen stärkere Motoren mit 9 PS, 12 PS und 16 PS zur Verfügung. Die Einbaumotoren kamen von De Dion-Bouton.